# Todwick
Todwick – wieś w Anglii, w hrabstwie ceremonialnym South Yorkshire, w dystrykcie metropolitalnym Rotherham. Leży 15 km na wschód od miasta Sheffield i 219 km na północ od Londynu. Miejscowość liczy 1637 mieszkańców.